# Wu-Tang Clan Ain’t Nuthing Ta F’ Wit
 Wu-Tang Clan Ain’t Nuthing Ta F’ Wit' – singel amerykańskiego zespołu Wu-Tang Clan z płyty Enter the Wu-Tang (36 Chambers), wydany w 1994 roku. Utwór wyprodukowali wspólnie RZA i Method Man.

## Lista utworów
| Strona A | Strona A                                               | Strona A                  | Strona A |
| Nr       | Tytuł utworu                                           | Producent                 | Długość  |
| -------- | ------------------------------------------------------ | ------------------------- | -------- |
| 1.       | „Wu-Tang Clan Ain’t Nuthing Ta F’ Wit” (Radio Edit)    | RZA, Method Man (koprod.) | 3:36     |
| 2.       | „Wu-Tang Clan Ain’t Nuthing Ta F’ Wit” (Album Version) | RZA, Method Man (koprod.) | 3:36     |
| 3.       | „Wu-Tang Clan Ain’t Nuthing Ta F’ Wit” (Instrumental)  | RZA, Method Man (koprod.) | 3:31     |
|          |                                                        |                           | 10:43    |

| Strona B | Strona B                           | Strona B  | Strona B |
| Nr       | Tytuł utworu                       | Producent | Długość  |
| -------- | ---------------------------------- | --------- | -------- |
| 1.       | „Shame On A Nuh” (Radio Edit)      | RZA       | 2:56     |
| 2.       | „Shame On A Nigga” (Album Version) | RZA       | 2:57     |
|          |                                    |           | 5:53     |

## Użyte sample
Opracowano na podstawie strony WhoSampled.
- "Theme From Underdog" w wykonaniu W. Watts Biggersa
- "Papa Was Too" w wykonaniu Joe Texa
- "In the Rain" w wykonaniu The Dramatics
- Interpolacja utworu "Tomorrow" w wykonaniu Andrea McArdle
- "Nobody Beats the Biz" w wykonaniu Biz Markie’ego

## Twórcy
| Muzyka - RZA – rap, tekst, produkcja, miks, aranżacja - Method Man – rap, tekst, koprodukcja - Inspectah Deck – rap, tekst - Ol’ Dirty Bastard – rap, tekst - Raekwon – rap, tekst | Kwestie techniczne - Leon Zervos – mastering - Nagrania dokonano w Firehouse Studio w Nowym Jorku |